# Cerdeira (Sabugal)
Cerdeira, também designada Cerdeira do Côa, é uma povoação portuguesa sede da Freguesia de Cerdeira do Município de Sabugal, freguesia com 24,13 km² de área e 188 habitantes (censo de 2021), tendo, por isso, uma densidade populacional de 7,8 hab./km².

## Demografia
A população registada nos censos foi:
| Distribuição da População por Grupos Etários | Distribuição da População por Grupos Etários | Distribuição da População por Grupos Etários | Distribuição da População por Grupos Etários | Distribuição da População por Grupos Etários |
| -------------------------------------------- | -------------------------------------------- | -------------------------------------------- | -------------------------------------------- | -------------------------------------------- |
| Ano                                          | 0-14 Anos                                    | 15-24 Anos                                   | 25-64 Anos                                   | > 65 Anos                                    |
| 2001                                         | 25                                           | 30                                           | 116                                          | 91                                           |
| 2011                                         | 20                                           | 18                                           | 114                                          | 77                                           |
| 2021                                         | 19                                           | 18                                           | 84                                           | 67                                           |

## Geografia
A freguesia é atravessada pelo rio Noéme, dista 22 km do Sabugal e inclui a povoação da Redondinha e dois lugares abandonados em meados do século XX, Azinheira e Santo Amaro do Cortelho.
A freguesia tem uma extensão máxima de 9.594 m (NW-SE) e uma largura máxima de 3.780 m (SW-NE), entre a ribeira das Cabras, a norte, e o rio Côa, a sul. A meio, é atravessada pelo vale do rio Noéme (E-W), a uma altitude média de 725 m. Ao longo do vale, segue a linha ferroviária da Beira Alta. Perpendicular ao rio e à ferrovia, passa a Estrada Nacional nº 324 (N-S), que liga Pinhel ao Sabugal. O ponto mais alto da freguesia é a Senhora do Monte, a 847 m.

A flora é predominantemente constituída por freixos (Fraxinus excelsior), pinheiros bravos (Pinus pinaster), carvalhos-negral (Quercus pyrenaica), carrasqueiras (Quercus coccifera), amieiros (Alnus glutinosa), giestas (Cytisus), macieiras, pereiras e cerejeiras. Na fauna, predominam o coelho, a perdiz, a codorniz, o pombo bravo, a lontra e a doninha.

## Origem do topónimo
Cerdeira é um sinónimo regional e arcaico de cerejeira e também o seu equivalente em galego contemporâneo. Trata-se de um topónimo frequente na Galiza e em Portugal onde designa 57 locais, em 23 concelhos, de todos os distritos da metade norte do país: Viana do Castelo, Braga, Vila Real, Bragança, Guarda, Viseu, Porto, Aveiro, Coimbra e Castelo Branco. Em 1229-1321, a topónimo escrito era Cerzeira, com o mesmo significado. O primeiro registo escrito, em Portugal, da palavra cerdeira, data de 1102 , e o de cerejeira, data de 1548.

## História
A primeira referência escrita ao topónimo Cerdeira na região data de 1229. Trata-se do primeiro foral de Castelo Mendo, concedido por D. Sancho II. Na descrição dos limites do novo concelho, em terras conquistadas aos árabes em meados do século anterior, é designado o Cabeço da Cerdeira, entre Porto Mourisco e o Cabeço do Homem. As igrejas do novo concelho dependiam da diocese de Viseu.

Após a primeira vaga de ordenamento e repovoamento da margem esquerda do rio Coa, na primeira metade do século XIII, D. Afonso III concedeu foral à Cerdeira, a 1 de maio de 1253. Em 1264, o mesmo rei ordenou ao concelho de Castelo Mendo o respeito pela propriedade e pelas prerrogativas que o mosteiro de Santa Maria de Aguiar detinha na Cerdeira . Em 1279, a paróquia da Cerdeira, ao contrário das restantes paróquias do concelho de Castelo Mendo, dependia desse mosteiro, em terras de Ribacôa, leonesas até ao Tratado de Alcanices, em 1297, e na diocese leonesa de Ciudad Rodrigo até 1403.

É portanto provável que sejam da segunda metade do século XIII a ponte românica de seis arcos redondos que continua a atravessar o rio Noéme e o desaparecido reduto com atalaia ou torre de vigia que se situava na pequena colina sobranceira à aldeia e ao rio, na sua margem norte. A ponte era, então, o único ponto permanente e seguro de passagem norte-sul, entre a Guarda e a fronteira, e serviria o caminho medieval que ligava Pinhel a Castelo Branco.

A fortificação foi destruída durante as invasões francesas, no início do século XIX e, segundo a tradição oral local, as casas em redor do outeiro foram construídas com as pedras do chamado castelo e a atual torre do relógio foi construída a partir da antiga atalaia. Em 1770, a Cerdeira integrou a nova diocese de Pinhel que viria a fundir-se com a da Guarda, em 1882.

Entretanto, com a extinção do município de Castelo Mendo, em 1855, a Cerdeira tinha passado a integrar o concelho do Sabugal  e, em 1880, com a inauguração da linha ferroviária da Beira Alta, tinha entrado em funcionamento a única estação com serviço de mercadorias, entre a Guarda e Vilar Formoso, junto à ponte que ligava o norte e o sul da margem esquerda do rio Coa. Estes foram fatores determinantes para o desenvolvimento económico e social da freguesia que se tornou, nas décadas seguintes, um importante entreposto regional por onde era escoada a abundante produção de castanha e, principalmente, batata. 

Entre 1757 e 1890, os fogos passaram de 74  para 115. Em 1890, a sua população era de 444 habitantes e, passado uma década, era de 524 habitantes. Na primeira metade do século XX, com cerca de 200 fogos, tinha escola masculina e feminina, farmácias, agências bancárias, tabernas, casas de pasto, hospedaria e estação postal. Em 1945, foi reconstruída a estrada entre a Cerdeira e o Sabugal. A maior parte da atividade ligada ao transporte ferroviário desenvolveu-se em redor da estação, criando uma nova área urbanizada na margem sul do rio. A parte antiga é conhecida como Povo, a parte mais nova, como Estação.

## Património e cultura
- Igreja Matriz, no largo da Igreja, dedicada a Nossa Senhora da Visitação, cuja festa é celebrada a 2 de julho. A traça original foi alterada por diversas obras de restauro ao longo do século XX. Na segunda-feira de Pentecostes (maio/junho) a igreja também acolhe as Festas de Santa Ana.
- Torre do Relógio, no alto do outeiro sobranceiro à parte mais antiga da aldeia. Terá sido construída a partir das ruínas da torre de atalaia medieval.
- Ponte românica de seis arcos perfeitos, em granito, sobre o rio Noéme. Apesar de ser popularmente designada ponte romana, é provável que seja da segunda metade do século XIII.
- Capela do Senhor dos Aflitos, junto à entrada norte da ponte sobre o rio Noéme.
- Forno Comunitário, no largo da Praça.
- Há ainda um cruzeiro, na Praçaria, cinco chafarizes em pedra e duas fontes na aldeia. No sítio da Fonte Nova, há a Fonte Nova, e no do Chafariz, há um chafariz. Há ainda um cruzeiro no caminho do Seixo e outro no caminho do Jarmelo. Junto ao caminho da Senhora do Monte, encontra-se o Barroco da Massaracana e, no Barroco Gordo, uma sepultura antropomórfica.

A principal festa da freguesia, é a Festa da Nossa Senhora do Monte, celebrada a 15 de Agosto. Segundo a lenda, a mãe de Cristo apareceu no Cabeço da Cerdeira e, em sua honra, começou a ser construída uma ermida a 200 m do local definitivo. Cada vez que eram colocadas pedras no primeiro local, no dia seguinte elas reapareciam no local onde acabou por ser construída, no topo do monte. Nossa Senhora quereria o ponto mais alto para poder ver as suas sete irmãs. Dali avistam-se todos os cumes em redor da bacia do rio Côa.

A ermida, que em tempos teve o seu ermitão, apresenta características românicas semelhantes às da capela do Mileu, na Guarda, e das igrejas da Misericórdia, em Alfaiates e no Sabugal. Nas festas do passado, os pastores levavam os seus rebanhos à Senhora do Monte e davam com eles três voltas à ermida por crerem nos poderes da Senhora na cura de animais.

Em redor da Capela de Santo Amaro, no lugar abandonado de Santo Amaro do Cortelho, junto à ribeira das Cabras, celebra-se, a 15 de janeiro, a festa do padroeiro das doenças dos ossos, com missa e procissão. Junto à capela podem ver-se muitos ex-votos em madeira, deixados pelos devotos em agradecimento de curas conseguidas por interceção de Santo Amaro. Junto ao largo da capela há um forno comunitário. A festa também é conhecida como Festa das Chouriças.

Na Redondinha há a Capela da Senhora do Desterro e um forno comunitário.

Junto ao extremo sul da freguesia, encontra-se a ponte de Sequeiros, ponte românica fortificada, sobre o rio Côa.

## Gastronomia
- Sopa de vagens secas, sopa de chícharos (feijão frade) e sopa de feijão com couve galega.
- Cabrito e borrego guisado ou grelhado, pratos típicos da matança como alhos assados ou guisados, burzigada (sarapatel), arroz de espenilha (ossos da espinha), chichorros do redanho (torresmos) e enchidos;
- Arroz-doce, aletria, papas de carolo (milho amarelo ou branco partido), farófias, biscoitos, esquecidos, filhós e rabanadas; a especialidade própria da páscoa é o bolo podre, espécie de pão com ovos e azeite.

## Economia e infraestruturas
- Escola Regional Dr. José Dinis da Fonseca, colégio fundado em 1931
- IPSS Sede Cultural Ensino e Trabalho – Centro de Dia para Idosos
- Associação Desportiva e Social “Os Amigos de Cerdeira”
- Jardim de infância, creche, ATL, parque infantil, ringue polidesportivo, salão de festas, posto de saúde, farmácia, mercearias, cafés, bomba de gasolina, panificação, serralharia, produção de caracol, construção civil, destilação e pirotecnia;